# Lauri Lehtinen
Pour les articles homonymes, voir Lehtinen.
Lauri Lehtinen est un athlète finlandais né le 10 août 1908 et décédé le 4 décembre 1973. Détenteur du record du monde du 5 000 mètres, il devient champion olympique sur la distance aux Jeux olympiques de Los Angeles en 1932.

## Biographie
Le 13 septembre 1931, Lauri Lehtinen remporte le Prix Roosevelt du Racing Club de France, épreuve disputée sur une distance de 3 milles, en battant le record de l'épreuve de cinq secondes avec un temps de 14 min 26 s.
Le 19 juin 1932, Lauri Lehtinen bat le record du monde du 5 000 mètres à Helsinki avec un temps de 14 min 16 s 9. Quelques semaines plus tard, dans le 5 000 mètres olympique des Jeux de Los Angeles, Lehtinen mène la course à grand rythme avec son compatriote Lauri Virtanen devant le coureur américain Ralph Hill qui s'accroche. À la sortie du dernier virage de la course, alors qu'Hill tente de le dépasser, Lehtinen change de ligne et gêne son adversaire avant de s'imposer. Les juges délibèrent et refusent de disqualifier le coureur finlandais, aux grands regrets de la foule et des officiels américains.
Quatre ans plus tard, Lauri Lehtinen défend son titre olympique aux Jeux de Berlin et s'incline face à son compatriote Gunnar Höckert après un long duel entre les deux coureurs.

## Palmarès

### Jeux olympiques
- Jeux olympiques d'été de 1932 à Los Angeles ( États-Unis) :
  -  Médaille d'or sur 5 000 m.
- Jeux olympiques d'été de 1936 à Berlin ( Allemagne) :
  -  Médaille d'argent sur 5 000 m.